# Арда (село)
Вижте пояснителната страница за други значения на Арда.
Арда (старо име: Арда баше) е село в Южна България. То се намира в община Смолян, област Смолян. Село Арда е разположено в малка, но живописна долина в горното течение на река Арда. Трудно може да се издири откъде се е взело името на село Арда. Най-старото сведение е от втората половина на 17 в., когато то се е наричало ”Арда-башъ”, което означава „глава“, началото на река Арда. Преданието говори, че в миналото е било курортно селище на знатни люде от Беломорието. Оттук са минавали два основни пътя – към Беломорието и Чечките села. В селото има кметство, основно училище, детска градина, здравна служба с лекар, фелдшер и стоматолог, читалище, информационен център, църква и джамия. До 1947 г. в селото е имало действаща митница.
В района на кметството и съставните села пътищата са асфалтирани и има покритите на мобилните оператори.
В последните десет години се развива селският туризъм. В селото има частен музей в Маджаровата къща, която е на повече от 150 години. За величествения планински връх Ком, извисил снага над Арда, се разказват много легенди и предания. На върха е открито древно светилище. Няма човек, който е изкачил върха, да не е категоричен, че мястото е заредено с особена енергия. На разположение на туристите са три частни хотела и шест къщи за почивка. Туристически пътеки водят към изворите на река Арда, връх Ком, Лъджата и Светилището.
През цялата година на туристите се предлагат прекрасни възможности за вело или конен туризъм, ски влек. Една от атракциите е преминаването по въжения парк „Градината на Тарзан“. На една от скалите до църквата се практикува скално катерене.

## География
Селото е разположено на 30 км южно от Смолян. Махалите на Арда са Сердарска, Вълчовска, Пазарска, Самарджийска, палоска.

## История
В османски поименен регистър от 1841 година се посочва, че от Арда (Арда баше) са постъпили в армията 13 войници, което е косвено доказателство, че по това време в селото са живели ахряни мюсюлмани. Към 1912 – 1913 година броят на българите мюсюлмани, живеещи в Арда (Ардабаши) е 200.
При избухването на Балканската война в 1912 година четирима души от Арда са доброволци в Македоно-одринското опълчение.

## Религии
В селото има черква и джамия. Българи християни и мюсюлмани живеят в разбирателство.
Черквата в селото е посветена на Свети Николай Мирликийски Чудотворец и е построена през 1874 година. Селото е част от Пловдивска епархия на Българската православна църква.

## Културни и природни забележителности
Всяка година лятото около Илинден се провежда селският събор, все там...горе на „салажа“ под паметника. Всяка година на Тодоровден се организират празнични игри и кушии. Май месец е месецът на юбилярите и празникът „Предой“. Август месец се провежда традиционният празник на Арда и арденските родове и Българо-гръцки събор.
През 1991 г. е изработен герб на селото от проф. Димитър Серезлиев. От 2012 г. Арда вече си има и знаме.
В близост до село Арда, през село Гудевица и махала Лагон (родното място на Валя Балканска) се стига до изворите на една от най-големите български реки Арда.
В село Гудевица до старата църква, строена през 1882 година, се намира и сградата на Народно Читалище „Бъдеще сега“ приемник на старото „Пробуда“ основано през 1931 година.

## Личности
Родени в Арда
- Ангел Томов (1882 – 1951), български публицист и деец на македоно-одринското освободително движение
- Атанас Атанасов (р. 1941) – български политик, депутат
- Валя Балканска (р. 1942), българска народна певица
- Васил Ангелов (1882 – 1953), български военен и революционер
- Дичо Узунов (1921 – 2015), български военен, контраадмирал
- Асен Василев (1909 – 1987), резбар, народен художник.
- Бони Петрунова (1954 –), българска археоложка, директор на Националния исторически музей към БАН (от 2017 г.)
- Шина Стоянова (1918 – 1944), българска партизанка

## Галерия
- Каменен пешеходен мост над река Арда в селото.
- Изглед към църквата в селото.
- Изглед към джамията в селото.
- Паметник на загиналите партизани в периода 1923 – 1944 г.